# Чуб, Яна Геннадьевна
Яна Геннадьевна Чуб (17 ноября 1989, Ростов-на-Дону) — российская футболистка, полузащитница, футбольный тренер. Мастер спорта России (2016).

## Биография
Воспитанница ростовского футбола, первый тренер — Денис Евгеньевич Сафронов. Во взрослом футболе начинала играть за «Дон» (Азов), позднее — за ростовский СКА. Бронзовый призёр чемпионата России 2008 года.
С 2008 года играла за клуб «Кубаночка» (Краснодар). В 2009 году стала со своим клубом победительницей турнира первой лиги, с 2010 года выступает в высшей лиге. Провела более 150 матчей в чемпионатах России. Неоднократная финалистка Кубка России (2014, 2015, 2016). В сезоне 2019 года стала бронзовым призёром чемпионата России, сыграв во всех 20 матчах своего клуба. В ряде матчей выходила на поле в качестве капитана.
В 2021 году перешла в «Ростов». В 2022 году назначена тренером женской молодёжной команды «Ростов-М».
В составе студенческой сборной России участвовала в Универсиаде 2013 года в Казани, где россиянки заняли девятое место, на турнире сыграла во всех шести матчах и забила один гол в ворота сборной Эстонии.
Окончила Ростовский институт физкультуры и спорта (РИФКиС). Одновременно с игрой за клуб работала детским тренером в школе «Кубаночки».
С июля 2024 года является главным тренером ЖФК «Ростов».